# Irinéo Lima
Irinéo Lima o bien Irineo (Buenos Aires, 20 de febrero de 1847 - Córdoba, 3 de marzo de 1910) fue un político y militar argentino que fue Gobernador de Formosa entre 1902 y 1904.

## Biografía
Don Irinéo nació el 20 de febrero de 1847 en Buenos Aires. Cursó sus estudios de medicina en el Colegio Santo Tomé en Corrientes. Cuando se enteró de la Campaña al Chaco, asistía a los soldados enfermos o heridos. Luego de cursar todos sus estudios, volvió a Buenos Aires, y tuvo una vida tranquila en el campo. Luego viajó nuevamente al Chaco en 1898 (ya se habían separado los territorios) y eligió ir a Formosa.
Cuatro años más tarde, como había pocos habitantes, fue nombrado Gobernador del Territorio. Residió allí hasta que terminó su mandato, en 1904. Luego viajó a Córdoba, allí falleció después de una larga enfermedad que habría contraído en 1905.